# Palác Purkyňova
Palác Purkyňova, kdysi též Palác Donau, je funkcionalistická budova stojící na rohu ulic Spálená a Purkyňova, na Novém Městě, Praha 1.

## Dějiny paláce
V místě dnešního paláce Purkyňova stával dvoupatrový klasicistní dům u Pěti růží, kde žil a zemřel přírodovědec a filozof Jan Evangelista Purkyně (1787–1869) a také jeho syn, malíř Karel Purkyně (1834–1868).
Současná podoba funkcionalistického paláce pochází z let 1927–1928. Jeho autorem je pražský německý architekt Adolf Foehr, žák Jana Kotěry. Ten jej postavil jako jeden ze dvou pražských paláců vídeňské pojišťovny Donau.
Nedaleko odsud, na rohu ulic Národní a Voršilská stojí konstruktivistický palác Dunaj (Donau) od téhož autora, kde sídlilo pražské ústředí rakouské pojišťovny.
Dům byl během let vícekrát rekonstruován, naposledy 1992–1994. Tehdy se objekt stal čistě administrativním. Je zde pasáž s obchody, divadlem, kavárnou a restaurací.
V roce 2010 se palác stal majetkem rodu Kolowratů.

### Palác a nakladatelství Aventinum
V roce 1928 si v paláci pronajalo nakladatelství Aventinum Otakara Štorcha-Mariena (které sídlilo ve vedlejším Zedwitzovském paláci) část suterénu a v roce 1930 v téže budově otevřelo reprezentativní Aventinské knihkupectví.

### Popis budovy
Elegantní funkcionalistický objekt, jehož tvar evokuje parník, má 9 nadzemních a jedno podzemní podlaží. Jednoduchá fasáda s výrazným horizontálním členěním je oživena mušlovitými balkonky. Stavbu paláce provedla firma A. Möse. Interiéry přízemí a prvního patra pro knihkupectví Aventinum, které sem expandovalo z vedlejší Aventinské mansardy v Purkyňově ulici, navrhl spolu s nedochovaným reklamním nápisem na fasádě bývalý člen Devětsilu Bedřich Feuerstein.

## Galerie

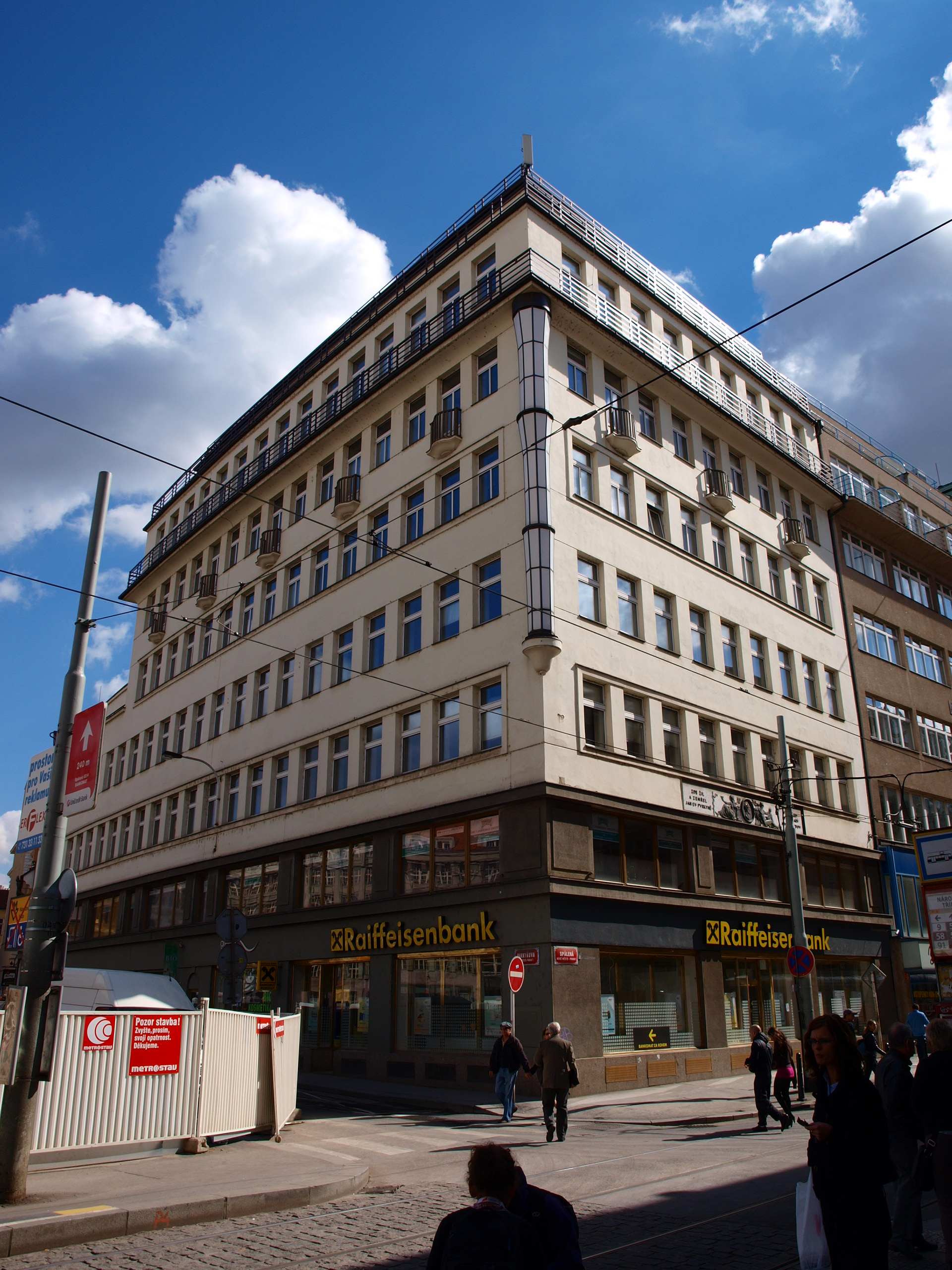
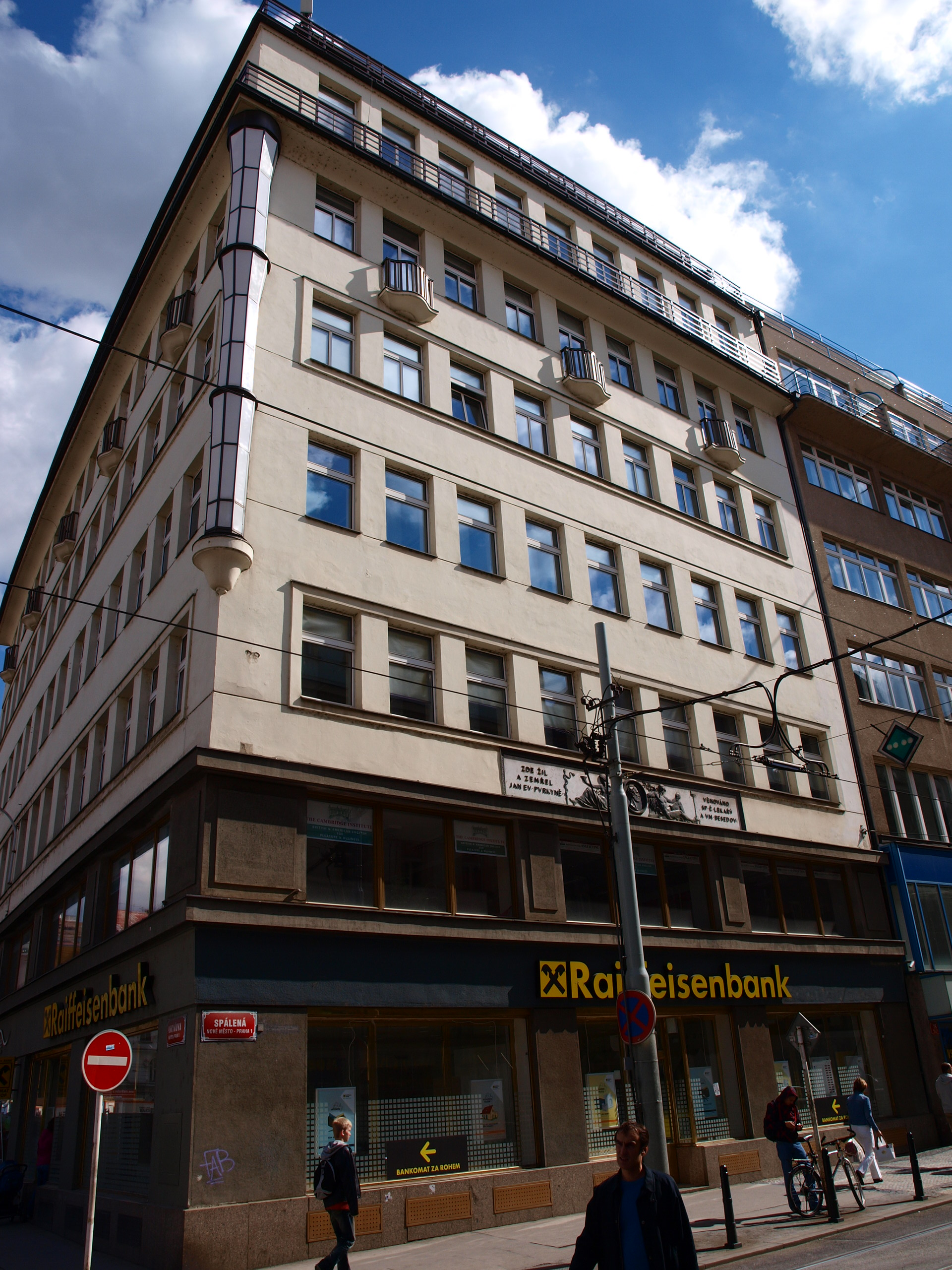
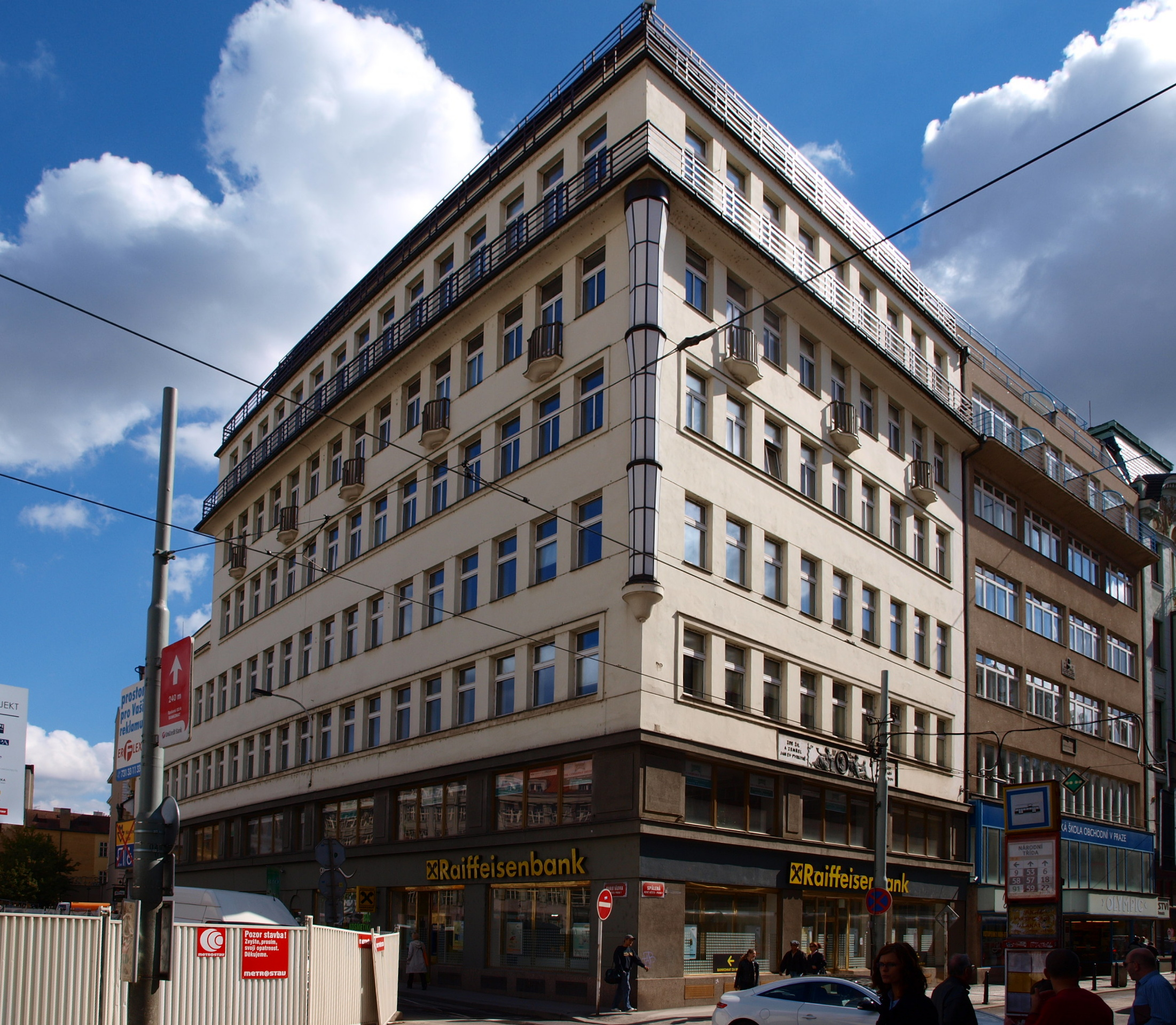
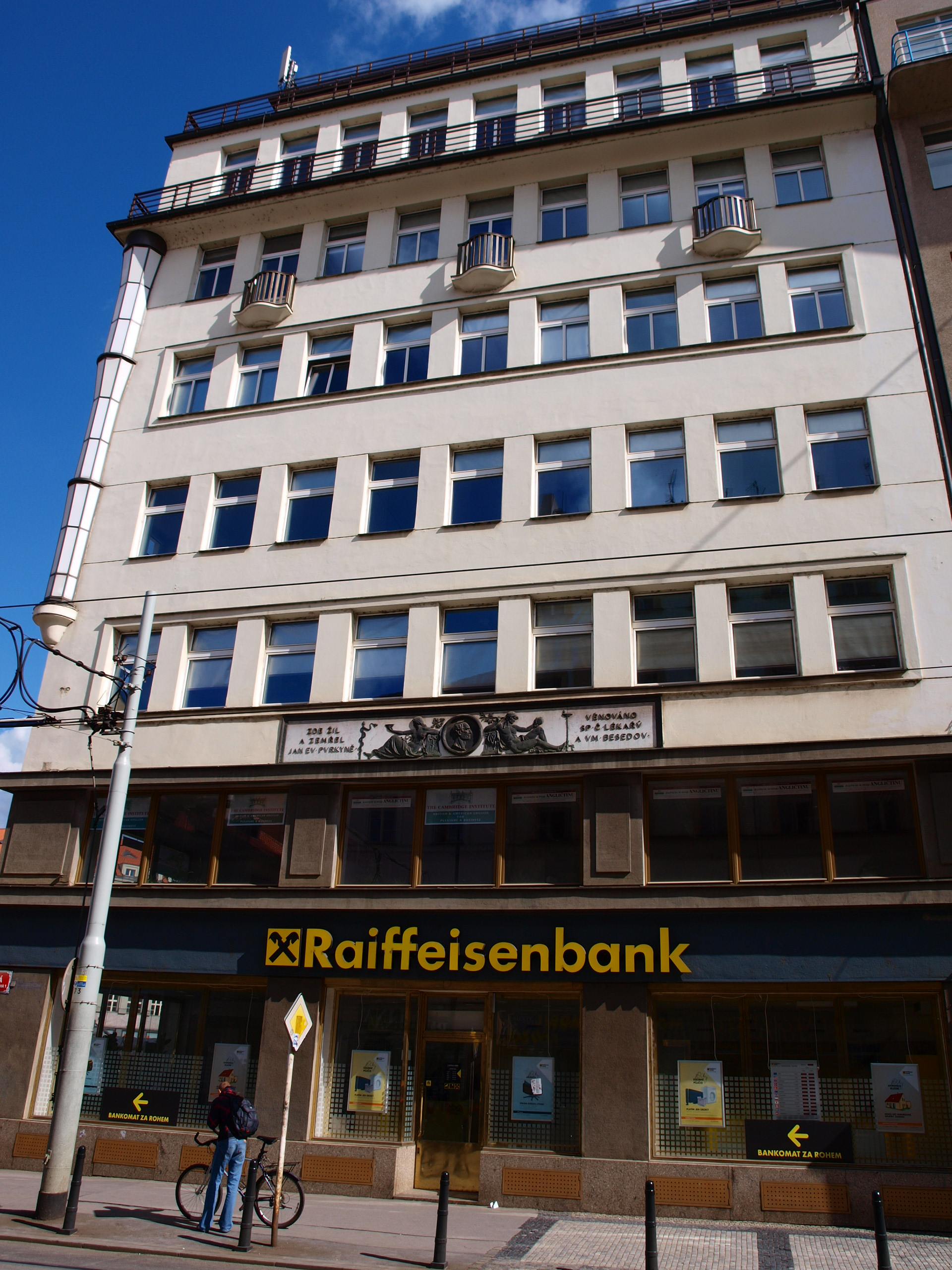
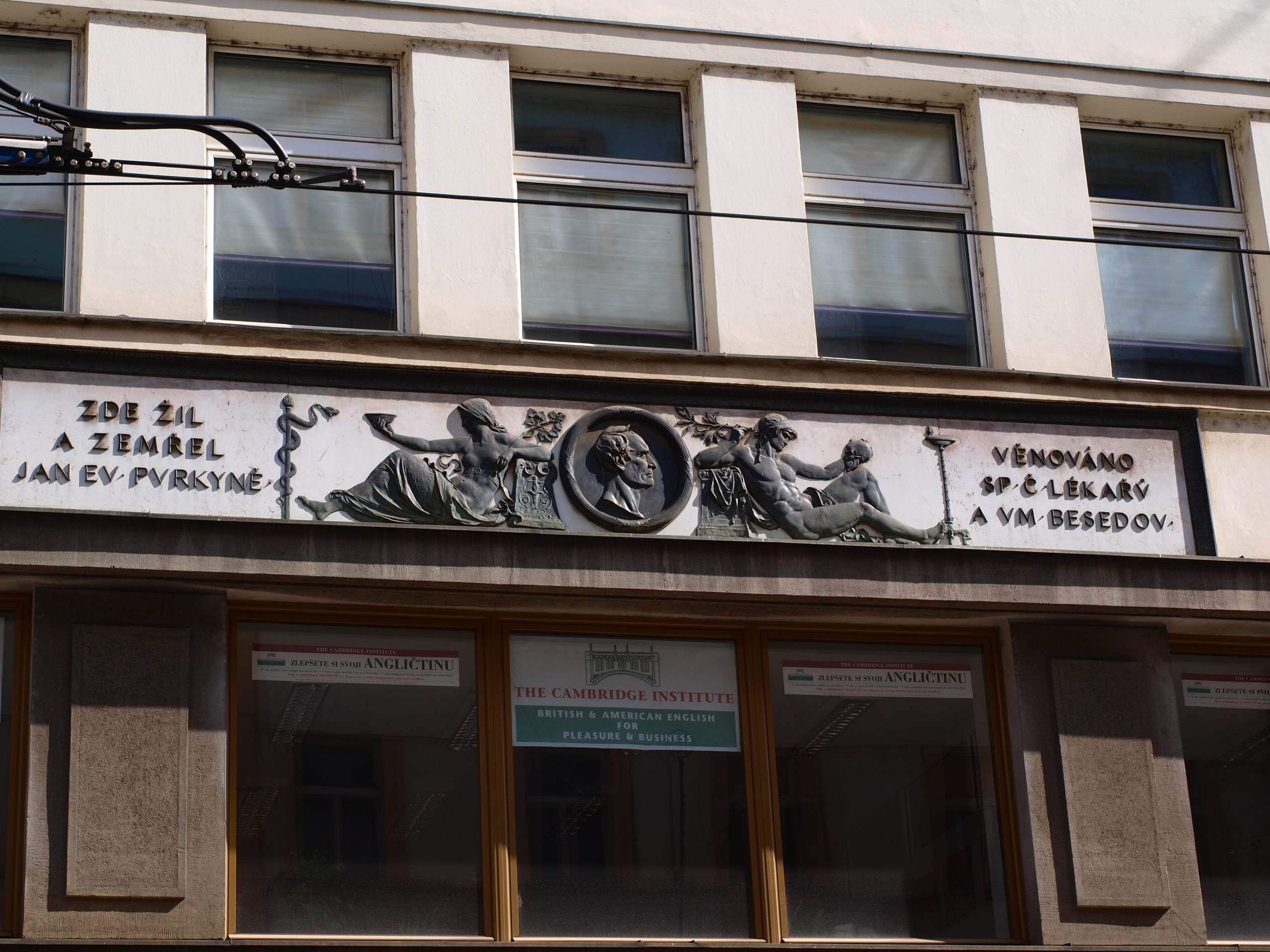
Medailon J. A. Purkyně
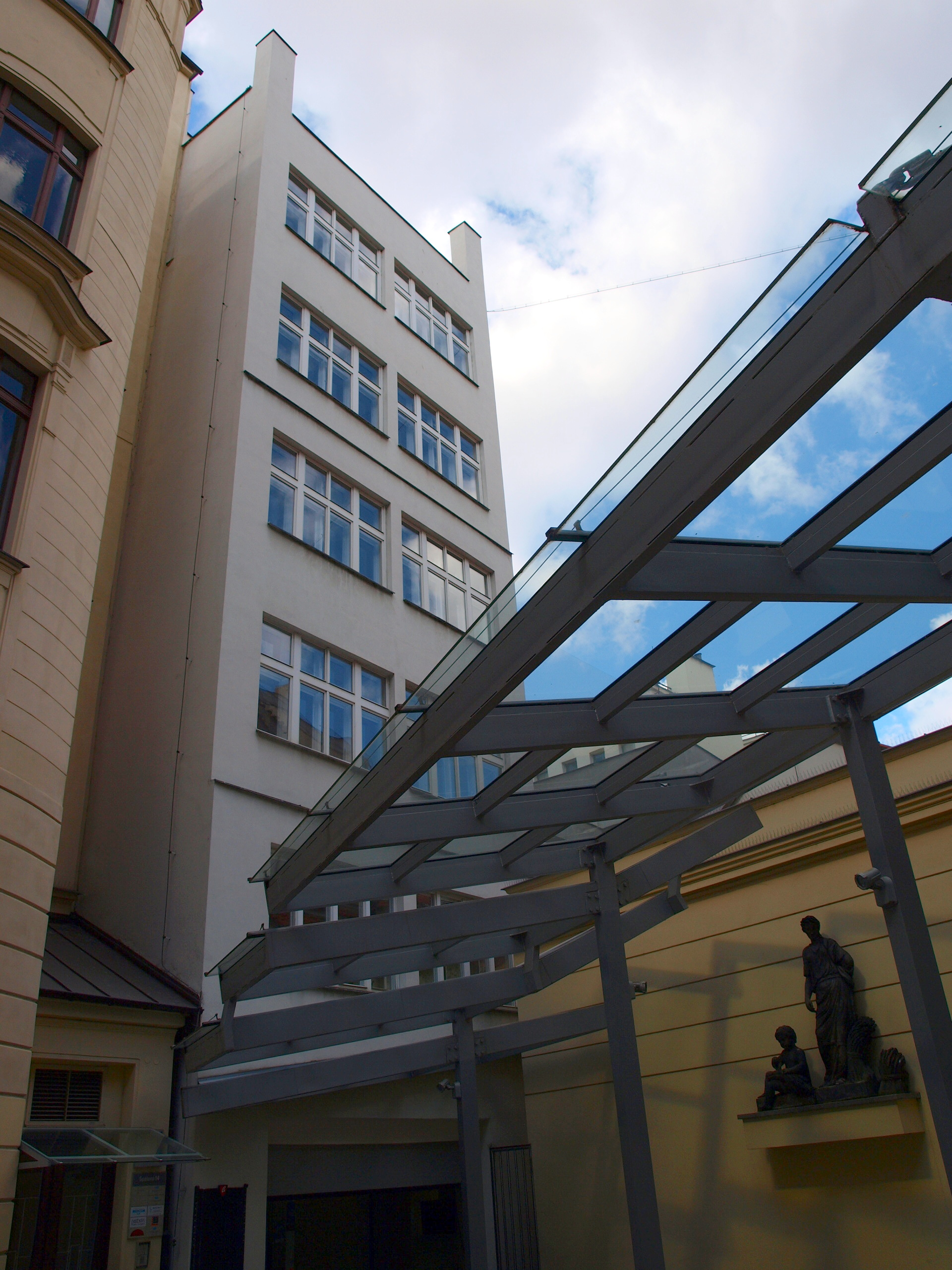
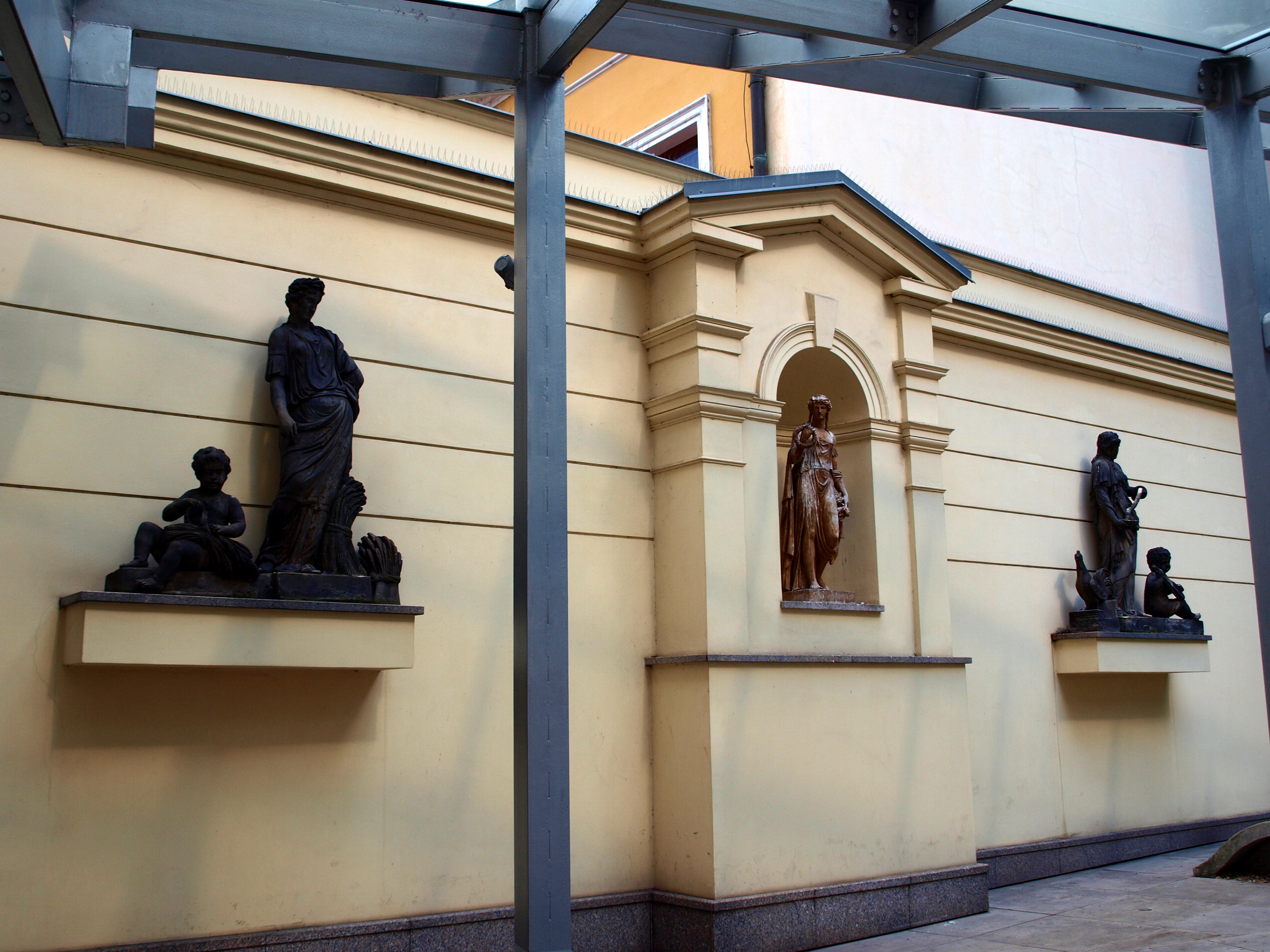
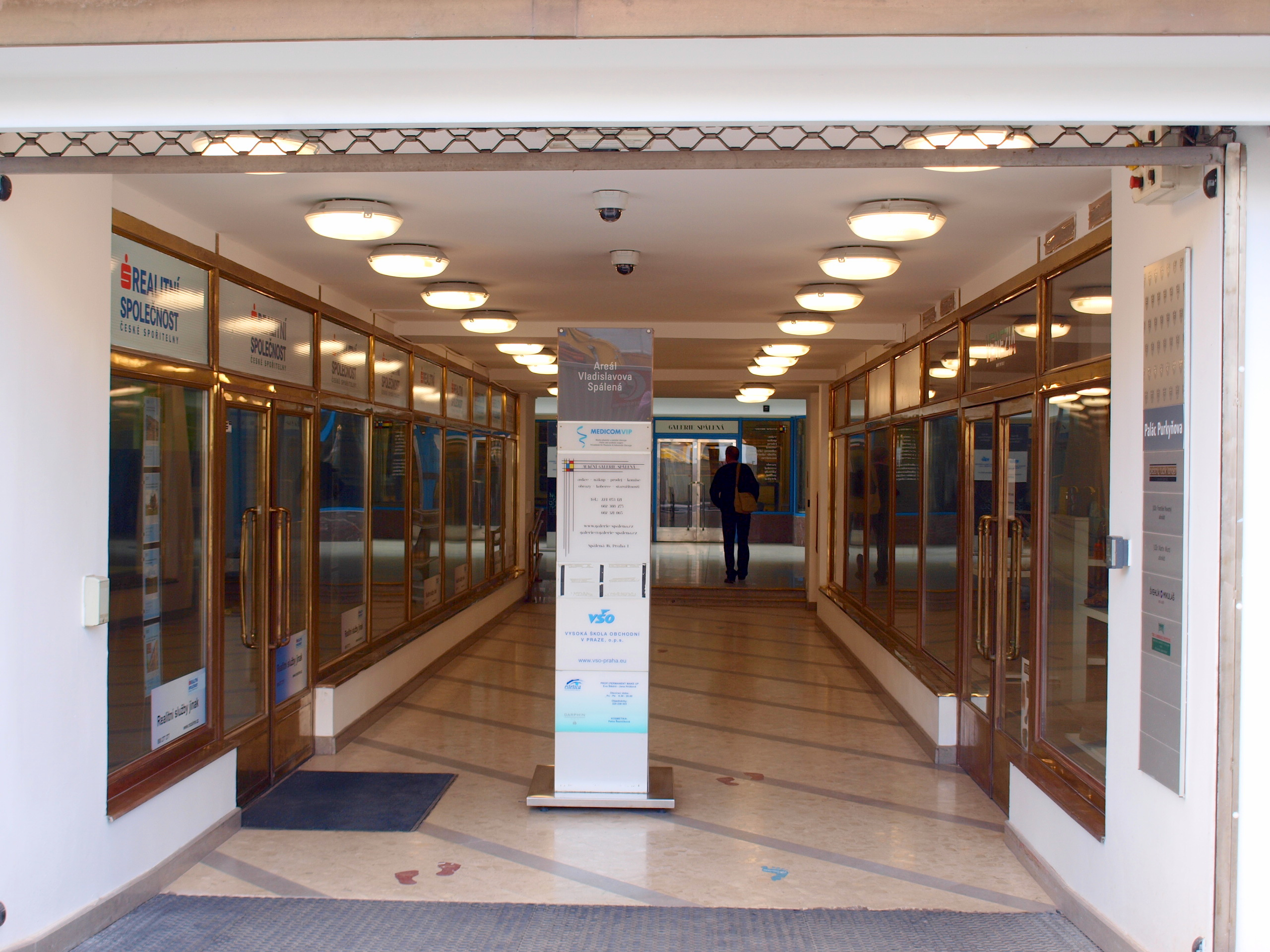
Pasáž paláce
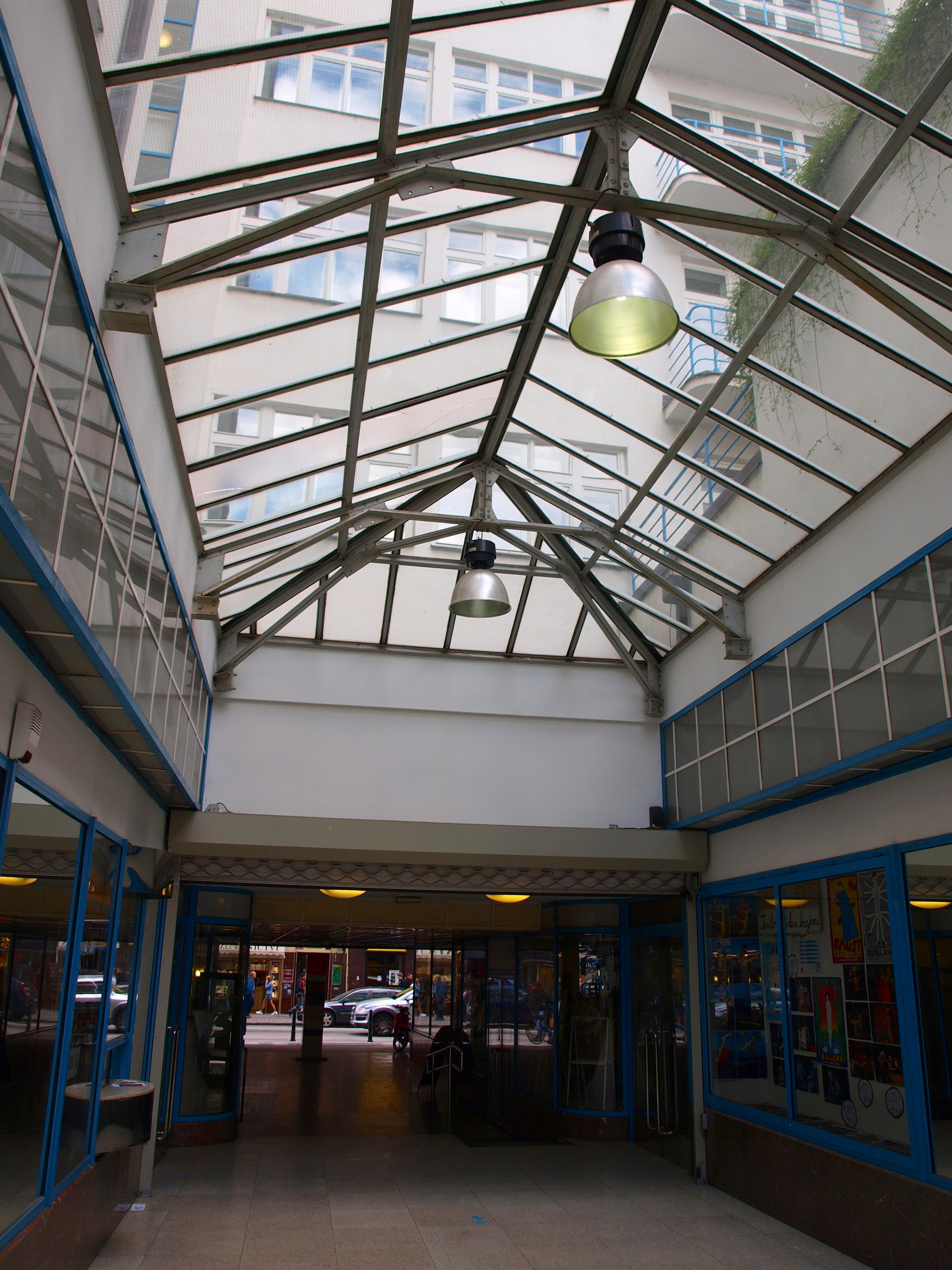
Pasáž paláce
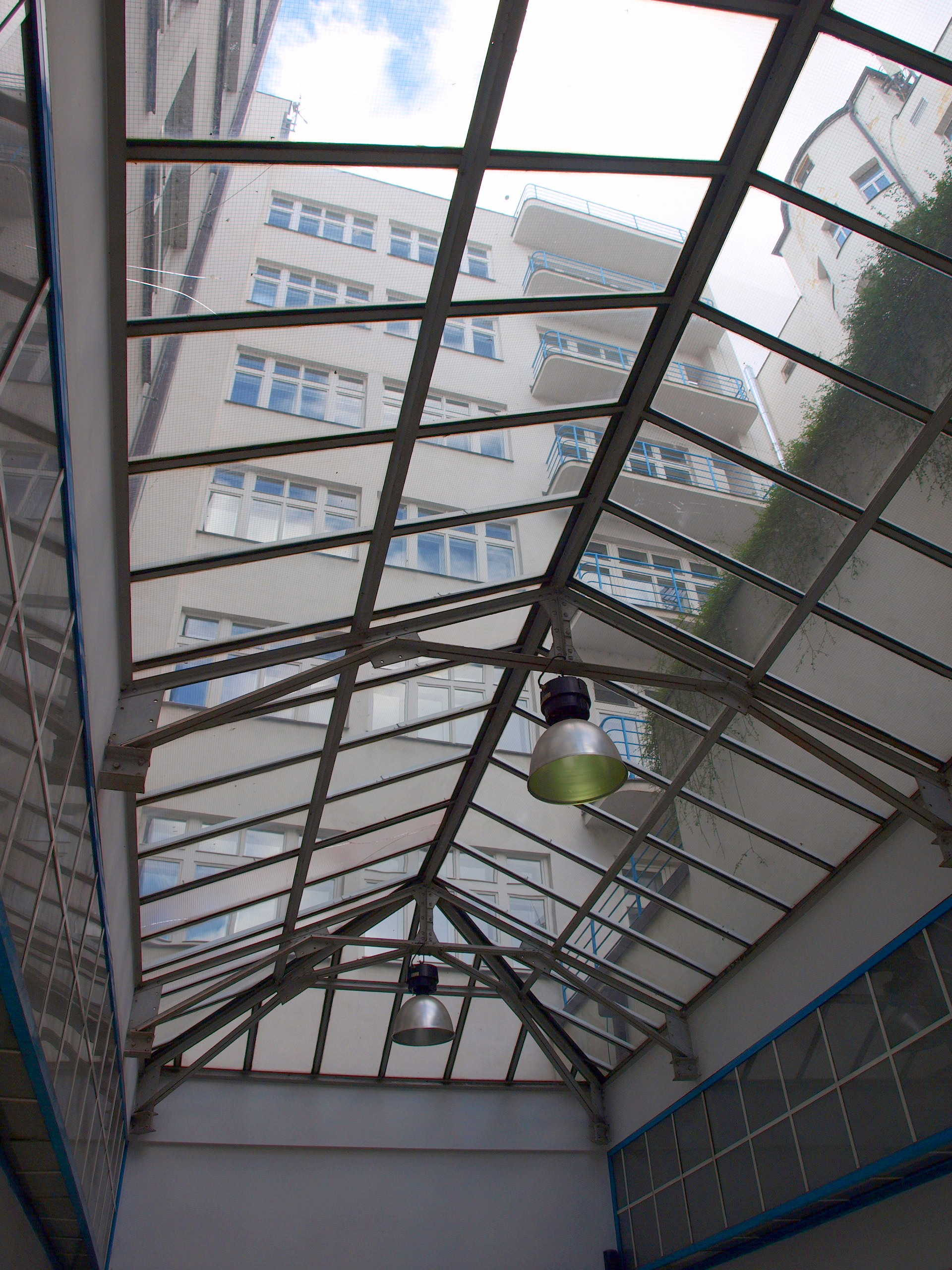
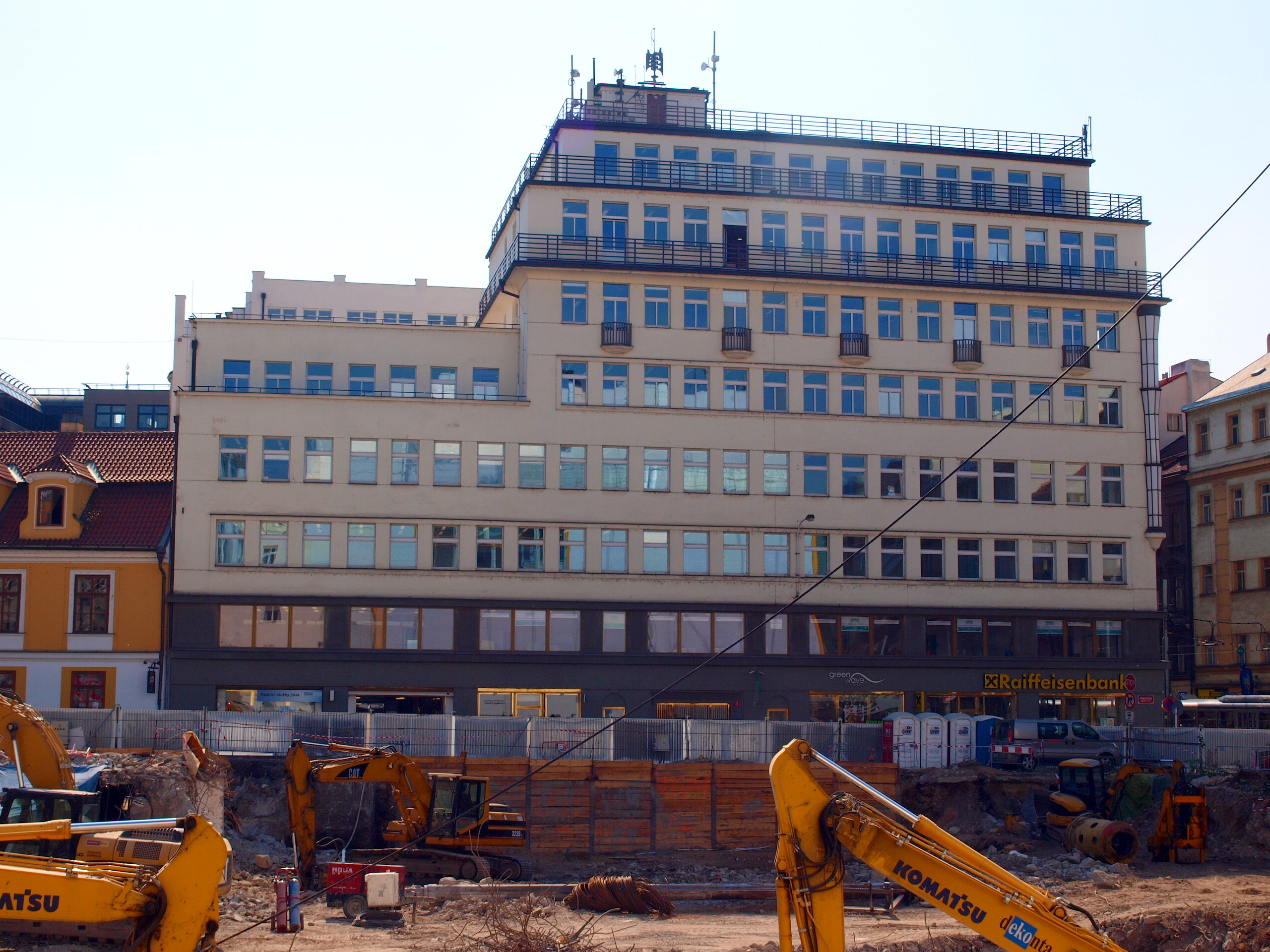
Palác Purkyňova, v popředí snímku je výkop (tehdy ještě budoucího) paláce Quadrio
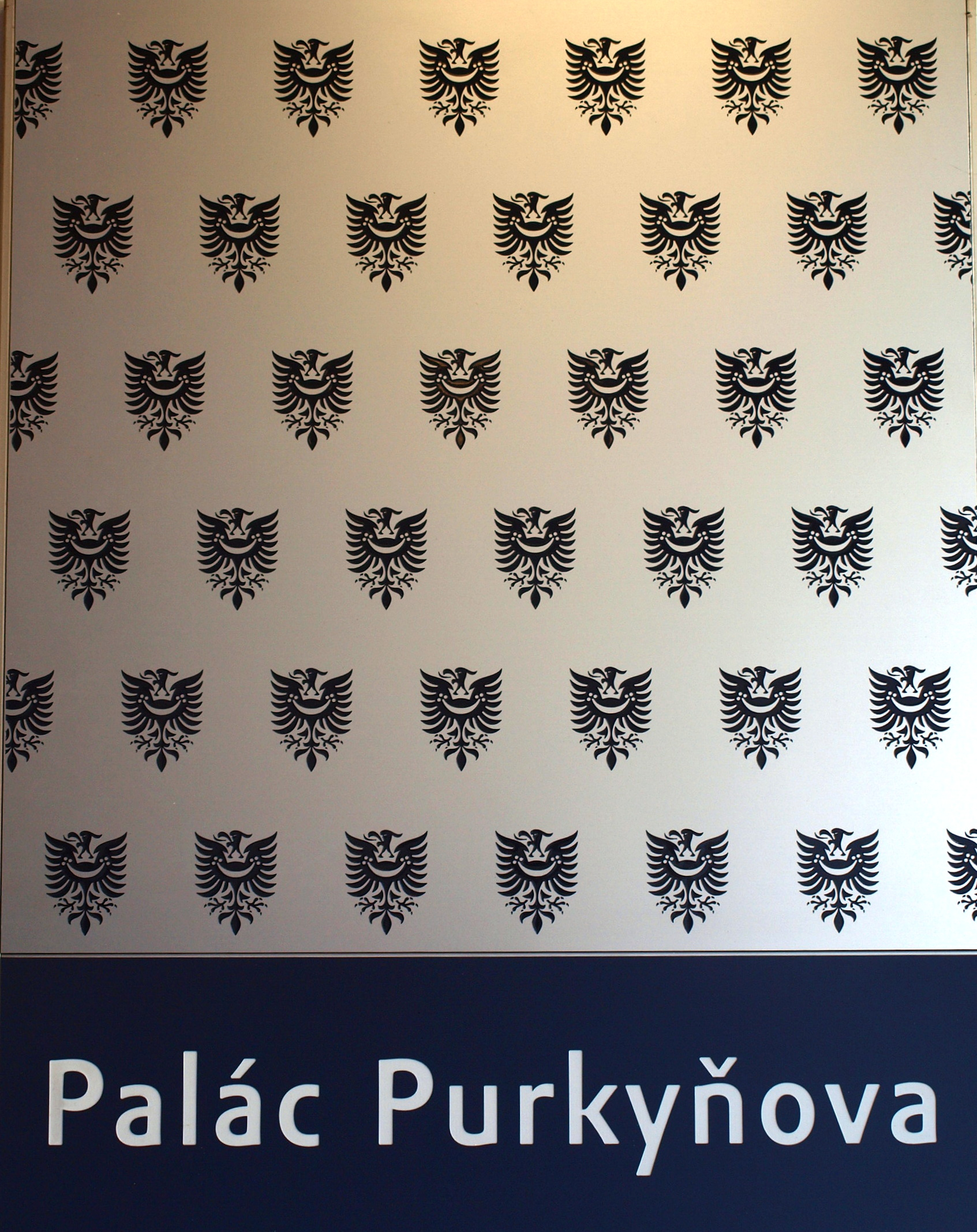
Kolowratovy domy